# Млинари
Млина́ри (пол. Młynary, нім. Mühlhausen) — місто в північній Польщі.
Належить до Ельблонзького повіту Вармінсько-Мазурського воєводства.

## Демографія
Демографічна структура станом на 31 березня 2011 року:
|          | Загалом | Допрацездатний вік | Працездатний вік | Постпрацездатний вік |
| -------- | ------- | ------------------ | ---------------- | -------------------- |
| Чоловіки | 902     | 219                | 614              | 69                   |
| Жінки    | 968     | 201                | 580              | 187                  |
| Разом    | 1870    | 420                | 1194             | 256                  |